# Церква Преображення Господнього (Йосипівка)
Церква Преображення Господнього в Йосипівці — парафія і храм греко-католицької громади Козівського деканату Тернопільсько-Зборівської архієпархії Української греко-католицької церкви в селі Йосипівка Козівської громади Тернопільської области.

## Історія церкви
Парафія була заснована 20 січня 1996 року. Будівництво храму тривало з 2006 по 2009 рік. У 2006 році наріжний камінь для майбутньої церкви освятив владика Василій Семенюк.
Проєкт храму розробили архітектори Ігор Бурбела та Анатолій Водоп'ян. Головними жертводавцями стали громада села, Тернопільсько-Зборівська єпархія та благодійна організація «Церква в потребі».
На території парафії встановлено хрест на честь скасування панщини.

## Парохи
- о. Андрій Галиш (1996—2000),
- о. Євген Бойко (2000—2006),
- о. Зіновій Афінець (2006—2009),
- о. Іван Козлик (з 2009).
- о. Віталій Чижевський.